# Homer Defined
"Homer Defined" är avsnitt fyra från säsong tre av Simpsons. Avsnittet sändes på Fox i USA den 17 oktober 1991. I avsnittet räddar Homer av misstag Springfields kärnkraftverk från en härdsmälta genom att trycka på rätt knapp genom använda en räkneramsa. Homer blir hyllad som en hjälte men då det upptäcks att han bara hade tur börjar han skämmas och man börjar skämta över att "göra en Homer". Under tiden har Milhouses mamma bestämt att Bart inte får träffa honom längre men efter att Marge övertygar henne att ändra sig blir de vänner igen. Avsnittet skrevs av Howard Gewirtz och regisserades av Mark Kirkland. Magic Johnson medverkar som sig själv och Chick Hearn medverkar också som sig själv. Jon Lovitz medverkar som Aristotle Amadopolis. Avsnittet har blivit hyllat av recensenter för Johnsons medverkan. Avsnittet fick en Nielsen ratings på 12.7  och hamnade på plats 36 över mest sedda program under veckan.

## Handling
På skolbussen ger Bart en födelsedagspresent till Milhouse eftersom han fyllde år men inte hade något kalas. Under bussresan får han reda på att Milhouse faktiskt hade en födelsedagsfest, men blev inte inbjuden. Bart frågar ut Milhouse och han berättar att hans mamma Luann Van Houten inte tillät det för han har ett dåligt inflytande. Homer sitter på sin arbetsplats och äter munkar. Fyllningen från en av dem hamnar på kärntemormetern och han missar därför att den stiger. En säkerhetsvarning utlöstes och då Homer inser att han är den enda som kan stoppa dem försöker han förhindra en härdsmälta, men han vet inte vad han ska göra. Sedan han försökt läsa sig till hur han kan stoppa den, trycker han på en valfri knapp genom att använda ole dole doff, och lyckas stoppa härdsmältan. Homer blir hedrad av Springfield och blir den första som blir månadens anställde, efter att Waylon Smithers blivit det alla månader. Homers familj är glada över att han är en hjälte men Homer börjar se sig själv som en bluff efter vad han gjorde, då han inte vet riktigt hur han gjorde. Burns skickar iväg Homer till Aristotle Amadopoulos, ägaren av kärnkraftverket i Shelbyville, för att sporra deras anställda. Homer vill inte, men Burns tvingar honom. Bart har slutat leka med Milhouse och börjar ha kul med Maggie istället. Marge får reda på vad som hänt och ser att Bart är ledsen och besöker Luann för att få henne att ändra sig. Luann förstår Marge och efter att hon ser att Milhouse känner sig ensam ändrar hon sig och de två börjar ha kul igen. Bart tackar sin mamma för vad hon gjorde, då han inser att bara hon kunde återställa deras vänskap. Då Homer håller ett tal för de anställda i Shelbyville går ett larm, och de tvingar Homer att göra samma sak för dem som han gjorde för Springfield, för att förhindra en härdsmälta. Homer börjar räkna ole dole doff då han går igenom knapparna och trycker sedan på en knapp och lyckas återigen stoppa härdsmältan. Amadopoulos blir glad över att Homer lyckas stoppa härdsmältan, men arg över att en ramsa räddade kraftverket, och att Homer själv inte vet vilken knapp han tryckte på. Detta leder till att frasen, "att göra en Homer" uppstår som betyder "att lyckas trots idioti". Det ordet börjar användas av invånarna i USA så mycket att det hamnar i ordlistan, vilket gör Homers familj glada.

## Produktion
Avsnittet skrevs av Howard Gewirtz och var en av många idéer som han föreslog för producenterna. Enligt Al Jean var Gewirtzs manus den längsta första akten i seriens historia. Manuset innehåll ordet "arsle" två gånger, det var första gången serien hade det ordet och de var orolig för censueringen. Censurerna tvingade dem att ändra en av de gångerna till rumpa. Magic Johnson gästskådespelar som sig själv och var den första idrottsstjärnan som medverkade i serien. Johnson medverkade i två scener, då han ringde Homer och då han gör en Homer. Inspelningen ägde rum under högsäsongen så producenterna hade svårt att få inspelningen att passa in med Johnsons scema. De spelade in replikerna hemma hos honom. Chick Hearn gästskådespelar som sig själv och kommenterar en match som Johnson har. Jon Lovitz medverkar som Aristotle Amadopoulos och en av skådespelarna i en såpopera. Lovitz medverkade i avsnittet för tredje gången.  Amadopoulos fick sitt utseende baserat på Aristotle Onassis. Dialogen skrevs för att passa Lovitzs komedisida. Amadopoulos medverkade sen också i "Homer at the Bat" då gjordes hans röst av Dan Castellaneta. Luann Van Houten, medverkar för första gången, hennes design fick likna en kvinnlig Milhouse. Maggie Roswell fick göra hennes röst. Hon skulle göra en egen tolkning av Milhouse men producenterna gillade inte hur det lät så hon fick ändra rösten. Gewirtz gav familjen deras efternamn vilket är samma som en av hans frus vänner. Mark Kirkland försökte göra så att kraftverket ser modernt ut.

## Kulturella referenser
En bild av övervakningskamerorna i Mr. Burns kontor är en referens från Metropolis. Att kontrollrummet har en kvinnlig datorröst är referenser till filmer och serier som Star Trek: The Next Generation, Alien och Döden från rymden. Homer räddar kraftverket med 007 sekunder kvar som en referens till vad James Bond gjorde i Goldfinger.

## Mottagande
Avsnittet sändes på Fox i USA den 17 oktober 1991 och fick en Nielsen ratings på 2.7 vilket gav 11,69 miljoner hushåll och hamnade på plats 36 över mest sedda program under veckan vilket var lägre än genomsnittet som blev plats 32. Avsnittet hade färre tittare än Cosby som gick samtidigt som hamnade på plats 24 med en Nielsen ratings på 15.5. Avsnittet var det mest sedda på Fox under veckan tillsammans med In Living Color som hade samma siffror. I boken I Can't Believe It's a Bigger and Better Updated Unofficial Simpsons Guide har Warren Martyn och Adrian Wood beskrivit att avsnittet som ett utmärkt avsnitt som skapat ett nytt djup till showen i scenen med Marge då hon försöker övertyga Luann att låta Milhouse leka med Bart igen. De har även ansett att Lisas tro på hennes heroiska far var bra och slutet med att Homer hamnar i ordboken var det bästa i avsnittet. Colin Jacobson från DVD Movie Guide anser att avsnittet är sämre än det förra, "Bart the Murderer" men tillägger att det var nästan oundvikligt att den inte skulle matcha upp till avsnittet. Han gillar mest delen med Bart och Milhouse. Nate Meyers på Digitally Obsessed har gett avsnittet betyg 4 av 5 och skrivit i sin recension att han gillar Homers historia men att Bart och Milhouse-delen var bättre. Han gillar att Milhouses mamma inte vill att han umgås med Bart eftersom många föräldrar inte gillade att barn såg på serien. Det är ovanligt att man ser att Bart har känslor vilket man gör i avsnittet och det har man mycket av här. Under 2004 hamnade Johnsons medverkan på plats 27 över de 100 bästa sportögonblicken i serien hos ESPN. Sports Illustrated har placerat Johnsons medverkan på plats fem över bästa idrottsstjärnorna i seriens historia. Från The San Diego Union har Fritz Quindt sagt att animatörer gjorde Johnsons scener så bra att de ser verkliga ut. Johnsons medverkan visades på  Sports Tonight dagen innan de sände och programledaren Fred Hickman sade då att han inte gillade det han såg. I boken Watching with The Simpsons: Television, Parody, and Intertextuality har Jonathan Gray nämnt scenen då Homer läser US of A Today I boken har Gray sagt att scenen visar författarnas  kritik över hur ofta nyheterna är helt tandlös, och tar med nyheter som bara är för att sälja och inte viktigt att berätta om.